# Barbus pellegrini
 Barbus pellegrini és una espècie de peix cipriniforme de la família dels ciprínids.

## Morfologia
Els mascles poden assolir els 11,7 cm de longitud total.

## Distribució geogràfica
Es troba als llacs Kivu i Tanganyika.